# Alvan (francuski piosenkarz)
Alexis Morvan-Rosius (ur. 17 marca 1993 w Lorient), znany zawodowo jako Alvan – francuski muzyk. Reprezentant Francji w 66. Konkursie Piosenki Eurowizji w Turynie wraz z zespołem Ahez z utworem „Fulenn”.

## Dyskografia

### Minialbumy
- Home (2016)
- Magma[3] (2022)

### Single
| Rok                                                      | Tytuł                            | Najwyższe pozycje na listach | Najwyższe pozycje na listach | Album      |
| Rok                                                      | Tytuł                            | LTU                          | SWE                          | Album      |
| -------------------------------------------------------- | -------------------------------- | ---------------------------- | ---------------------------- | ---------- |
| 2016                                                     | „Dame de cœur”                   | –                            | –                            | –          |
| 2016                                                     | „Kangei”                         | –                            | –                            | –          |
| 2016                                                     | „Pure”                           | –                            | –                            | –          |
| 2016                                                     | „Bodhyanga”                      | –                            | –                            | Home (EP)  |
| 2016                                                     | „Sanzel”                         | –                            | –                            | –          |
| 2017                                                     | „Amazone”                        | –                            | –                            | Home (EP)  |
| 2018                                                     | „Damiana” (gościnnie: Velvet)    | –                            | –                            | –          |
| 2019                                                     | „Indolove” (gościnnie: Keybeaux) | –                            | –                            | –          |
| 2019                                                     | „Move On”                        | –                            | –                            | –          |
| 2021                                                     | „Anything”                       | –                            | –                            | Magma (EP) |
| 2022                                                     | „Fulenn” (gościnnie: Ahez)       | 22                           | –                            | Magma (EP) |
| „–” oznacza, że singel nie był notowany na danej liście. |                                  |                              |                              |            |